# 茅ヶ崎看護専門学校
茅ヶ崎看護専門学校（ちがさきかんごせいせんもんがっこう）とは、神奈川県茅ヶ崎市にある私立の専門学校。運営母体は、学校法人湘南ふれあい学園。

## 沿革
- 1994年（平成6年）4月 - 茅ヶ崎看護福祉専門学校開校。[1]
- 2010年（平成22年）4月 - 茅ヶ崎看護専門学校と改称。

## 科目
- 看護学科（3年制）